# Тьодзіро

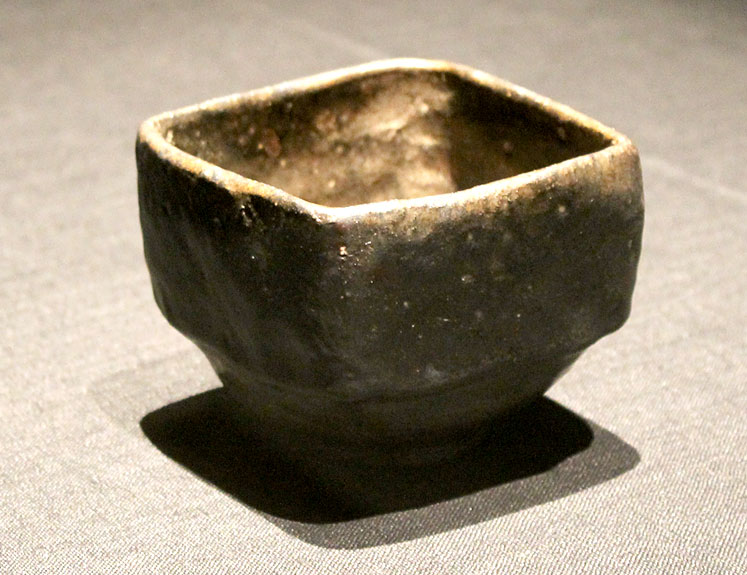
Квадратна чаша майстра «Мукігурі» («Очищений каштан»)

Танака Тьодзіро (яп. 田中 長次郎, нар. 1516 — помер між 1589 і 1592 роками, Кіото, Японія) — японський кераміст, засновник школи Раку.

## Біографія
Народився в сім'ї корейських іммігрантів (можливо, китайських, саме цю версію підтримують нащадки майстра). Його батько Амея, який прибув до Японії в середині XVI століття, став прийомним сином в японській сім'ї Сасакі, ймовірно, що займалася виготовленням черепиці. Тьодзіро, як і батько, проживав в Кіото. Займався керамічною скульптурою і виготовленням покрівельної черепиці. Виконав роботи для палацу Тойотомі Хідейосі Юракудай в Кіото: черепиця і декоративні прикраси для даху. Найстарша зі збережених робіт майстра — керамічна фігура лева, що відноситься до 1574 року.
Перша чайна кераміка Тьодзіро створена в 1579 році (за припущенням мистецтвознавців). На замовлення майстра чайних церемоній Сен-но Рікю Тьодзіро створив керамічний посуд, відображаючий ідеали простоти, невигадливості і строгості, що лежить в основі естетичного канону розроблених ним церемоній. Сен-но Рікю створив принципово новий стиль чаювання. Він відмовився від розкішних церемоній і декоративного посуду, який в більшості випадків ввозився з Китаю і Кореї. Кераміка Тьодзіро ідеально відповідала цьому новому стилю і стала обов'язковим атрибутом при проведенні чайних церемоній при дворі. До 1584 року відноситься указ Тойотомі Хідейосі, оригінал якого зберігся до нашого часу, що дає Тьодзіро творче ім'я «Раку» (яп. 楽, «насолода» або «простота», «природність»), яке перетворилося в назву школи і спадкове прізвище нащадків Тьодзіро.

## Особливості творчості
Чаші Тьодзіро покриті чорною і червоною глазур'ю (куро-раку — чорні, і ака-раку — червоні чаші). Вони виготовлялися вручну, а не на гончарному крузі, їх відрізняють значні розміри, благородство, стриманість і простота, шорсткість на дотик. Ліплення дає чашам асиметрію і нерівномірність товщини стінок. Чаші мають циліндричну (а не конічну, як у Китаї) форму і широке дно На поверхні присутня сітка тріщин, глазур часто нанесена навмисно нерівно, неоднорідно, іноді стікає краплями по поверхні. Чаші «вписані в руку» і часто розраховані на конкретного замовника. Роботи майстра відображають принципи стилю «вабі-сабі» (в основі якого лежать простота і невигадливість, концепція «вабі» тісно пов'язана з дзен-буддизмом).
Технічні секрети виготовлення керамічних виробів Тьодзіро трималися в таємниці і збереглися до наших днів, переходячи від батька до сина. Часто спадкоємцем ставав представник бічної гілки родини, зять майстра, його прийомний син, як було і щодо наступника самого Тьодзіро — Дзьокея (яп. 常慶, ?−1635). Перехід майстерності від покоління до покоління настільки строго не дотримувалася жодна з японських шкіл кераміки.
Випал виробу здійснювався в невеликій муфельній печі на вугіллі з температурою до 800 ° С протягом двадцяти чотирьох годин. Чорні чаші покривалися свинцевою глазур'ю. До її складу входили оксид заліза і оксид кремнію, в малій кількості: оксид кальцію, марганцю, калію, натрію, титану, глинозем і кремнезем, домішки. Фактура була результатом тривалого випалу та охолодження при температурі навколишнього середовища. Такий метод створював мережу тріщин на поверхні. Використовувалися місцеві породи глини поблизу Кіото.
Деякі з робіт Тьодзіро мають статус національного культурного надбання Японії. Серед них: «Двокольоровий лев» в колекції Музеї Раку, «Мукігурі», вона ж «Очищений каштан» (колекція Агентства у справах культури Японії), «Муітібуцу», вона ж «Нічого не мати» (Музей образотворчих мистецтв Егава).
В даний час в Кіото існує музей родини Раку, де поряд з постійними експозиціями проводяться тимчасові виставки. Щомісяця тут читаються лекції, які проводяться у формі чаювання з використанням чаш, виготовлених особисто XV головою школи Раку, Раку Кітідзаемоном, спеціально до цієї події. Музей був заснований в 1978 році XIV головою школи Раку — Какун (Кітідзаемон XIV). До цього моменту дана колекція кераміки Тьодзіро зберігалася в сім'ї Раку. Крім колекції Музею Раку роботами майстра володіють школи чайної церемонії Омотесенке і Урасенке і державні музеї Японії. Обидві школи були засновані нащадками Раку. Влітку 2015 року велика виставка робіт школи Раку, що включає і твори Тьодзіро, пройшла в Ермітажі та ДМОМ ім. О. С. Пушкіна.

## Цікаві факти
Можливо, Тьодзіро належить перша в світі квадратна чашка (або, принаймні, найраніша зі збережених до нашого часу). У Європі роботи Тьодзіро стали відомі в першій половині ХХ століття завдяки статтям та кераміці в стилі Раку англійського кераміста Бернарда Ліча. Він довго жив у Японії, а повернувшись на батьківщину, відкрив керамічну майстерню. Його гончарна майстерня відійшла нащадкам і стала спадковою. Онук Бернарда Ліча — теж кераміст.